# Utkarsh Ambudkar
Utkarsh Ambudkar, né le 8 décembre 1983 à Baltimore, dans le Maryland, est un acteur américain.

## Filmographie partielle

### Cinéma
- 2007 : Apparence trompeuse (Spinning into Butter) de Mark Brokaw (en)
- 2012 : The Hit Girls de Jason Moore
- 2012 : How to Score Your Life de Steven Tanenbaum
- 2016 : Mise à l'épreuve 2  (Ride Along 2) de Tim Story
- 2016 : Barbershop: The Next Cut de Malcolm D. Lee
- 2017 : Basmati Blues (en) de Dan Baron
- 2018 : Blindspotting de Carlos López Estrada
- 2018 : Game Over, Man! de Kyle Newacheck
- 2019 : Brittany court un marathon (Brittany Runs a Marathon) de Paul Downs Colaizzo (en)
- 2020 : Mulan de Niki Caro
- 2020 : Marraine ou presque (Godmothered) de Sharon Maguire : Grant
- 2021 : Free Guy de Shawn Levy : Mouser
- 2021 : Tick, Tick... Boom! de Lin-Manuel Miranda : Todd
- 2022 : L'Âge de glace : Les Aventures de Buck Wild de  John C. Donkin : Orson
- 2022 : Marry Me de  Kat Coiro (en) : Manny

### Séries télévisées
- 2013–2017 : The Mindy Project : Rishi Lahiri (10 épisodes)
- 2016 : Les Simpson : Jay (saison 27, épisode Beaucoup d'Apu pour un seul bien)
- 2016 : Geoffrey the Dumbass : UTK
- 2016 : Mary + Jane : Bentley (4 épisodes)
- 2017 : Dimension 404 : Alex Kapoor
- 2017 : Temporary : Jupiter
- 2017 : American Koko : Prashanth (3 épisodes)
- 2017 : White Famous : Malcolm (10 épisodes)
- 2018-2019 : Trolls : En avant la  musique ! : Mister Côntrole
- 2018 : Bartlett (en) : Sanjay Kahn (4 épisodes)
- 2018 : Brockmire : Raj (5 épisodes)
- 2018-2020 : Les Enfants de Harvey Street : Fredo, Teen Boy et Tiny Duck
- 2020 : James and the Giant Peach with Taika and Friends : le mille-Pattes
- 2020 : Mira, Détective Royale : Chikku / l'oncle / l'ingénieur (voix, 50 épisodes)
- 2021 : Antisocial Distance
- 2021 : Special : Ravi (3 épisodes)
- 2021 : Mes premières fois : Manish Kulkarni (4 épisodes)
- 2021 : Blindspotting (en) : Niles Turner
- depuis 2021 : Ghosts : fantômes à la maison : Jay (55 épisodes)
- 2022 : The Dropout : Rakesh Madhava (6 épisodes)
- 2024 : Avatar, le dernier maître de l'air : Roi Bumi